# Gadebusch
Gadebusch – miasto w Niemczech, w kraju związkowym Meklemburgia-Pomorze Przednie, w powiecie Nordwestmecklenburg, siedziba Związku Gmin Gadebusch.

## Toponimia
Nazwa pochodzenia połabskiego, notowana po raz pierwszy w 1154 roku w formie Godebuz, jest formą odosobową utworzoną od imienia *Chotěbud (por. Chociebuż).

## Miasta partnerskie
- Kuła
- Czarnków